# Њу Ингланд патриотси
Њу Ингланд патриотси (енгл. New England Patriots) су професионални тим америчког фудбала са седиштем у Фоксбороу у околини Бостона у Масачусетсу. Утакмице као домаћин клуб игра на стадиону Џилет. Клуб се такмичи у АФЦ-у у дивизији Исток. Основан је 16. новембра 1959. и до сада је три пута мењао назив — у периоду 1960-70. носио је име „Бостон патриотси“, од фебруара до марта 1971. „Беј Стејт патриотси“, након чега добија данашњи назив.
„Патриотси“ су се у историји франшизе 11 пута појавили у Супербоул утакмици (рекорд НФЛ-а), од тога 9 пута од 2000-е године када су довели тренера Била Беличика и на драфту изабрали квотербека Тома Брејдија (рекорд НФЛ-а за тандем тренер-квотербек). У 19 сезона колико је овај тандем у популарним „Петсима“ шест пута били прваци НФЛ-а, петнаест пута су били прваци Источне дивизије АФЦ-а, поставили су бројне националне рекорде међу којима је и онај са највише победа у 10 узастопних сезона (126 од 2003 до 2012). Имају у свом власништву и рекорд од 21 узастопне победе укључујући и доигравање (од октобра 2003. до октобра 2004). Ривалитет између Њу Ингланд Патриотса и Њујорк Џетса сматра се једним од највећих у НФЛ шампионату. Маскота клуба је револуционар „Пат Патриот“.

## Историја клуба
Дана 16. новембра 1959. године Били Саливен пословни човек из Бостона је основао клуб америчког фудбала, а локално становништво је после гласања између неколико предлога које је Саливен дао одабрало да се клуб назове Бостон Патриотс. Одмах након тога локални уметник Фил Бисел је направио лого клуба.
„Патриотси“ су почели да се такмиче прве наредне сезоне у Америчкој фудбалској лиги али нису имали свој стадион. Стадиони на којима су играли у том периоду као домаћини су Николскон Филд, затим стадион на универзитету Харвард, на стадиону Фемвеј Парк и Алуми Стадиону. Играју финале Америчке фудбалске лиге 1963. када су поражени резултатом 51:10 од Сан Дијего Чарџерса.
Када су се 1970-е године ујединиле Национална Фудбалска Лига (НФЛ) и Америчка Фудбалска Лига (АФЛ) Петриотси су сврстани у Америчку Фудбалску Конференцију дивизија Исток где се налазе и дан данас. Током 70-е године добили су и свој стадион који се налази у Фоксбороу у савезној држави Масачусетс на коме су као домаћини играли наредних 30 година. Пресељење на нови стадион донело је и ново име клуба Бај Стејт Патриотс али 22. марта 1971. године НФЛ организација је одбила то тако да је на наредном састанку одлучено да се клуб зове Њу Ингланд Патриотс што је остао назив до данас.
Током 70-тих година клуб није имао много успеха. Патриотси су само два пута дошли до доигравања, 1976. године добили су специјалну позивницу као најбољи четвртопласирани у дивизијама и испали одмах у првом кругу од Окланд рејдерса резултатом 24:21 и 1978. када су били шампиони АФЦ дивизије Исток али опет испали у првом кругу овај пут од Хјустон ојлерса резултатом 31:14. На наредни улазак у доигравање чекало се 7 година (1985) када су дошли први пут и до великог финала НФЛ лиге (Супербоула) где су поражени од Чикаго берса са 46:10. Наредне сезоне опет су успели да се докопају доигравања али су опет испали већ у првом кругу, избацили су их Денвер бронкоси са 22:17.
Тим наредних 8 година опет није успевао да се пласира у доигравање, а 1990. године забележили су и негативан рекорд од само једне победе и петнаест пораза у сезони. У том периоду док нису улазили у доигравање чак три пута су променили и власника, прво је од Била Саливена клуб купио Виктор Клајм 1988. године да би га већ 1992. продао Џејмсу Ортвејну који је хтео франшизу да пребаци у свој родни Сент Луис. Међутим 1994. ипак се одлучио за продају тако да је клуб купио садашњи власник Роберт Крафт. Ортвејнов период у клубу је донео и много промена, урађен је нови лого клуба, нови визуелни идентитет као и промена боје дресова. Уместо дотадашњих традиционалних боја црвене, беле и плаве, остала је само плава а њој додата сребрна, доведен је и нови тренер Бил Парселс 1993. године који је до тада тренирао Њујорк Џајантсе. Бил Парселс је два пута довео Патриотсе до доигравања од тога једном и до Супербоула где су их поразили Грин Беј пекерси резутатом 35:21.
Тренутни тренер Бил Беличик доведен је 2000. године и његовим доласком тим је играо као препорођен. У прве четири године колико их је тренирао чак три пута су освајали Супербол (2001, 2003 и 2004) а 2007. су завршили регуларну сезону без пораза са скором 16-0 и стигли до свог шестог Супербоула, а четвртог у последњих 7 година где су поражени од Њујорк Џајантса са 17:14. Постали су један од три тима који је успео да оствари скор од 18-1 у НФЛ-у, пре њих то су урадиле екипе Сан Франциска 1984. и Чикага 1985. Патриотси су поново дошли до Супербоула 2012 где су опет поражени од Њујорк Џајантсе овај пут резултатом 21:17. Напокон 2014. после 10 година чекања Супербоул је освојен, у утакмици са Сијетл Сихосима која је играна на стадиону у Финиксу Патриотси су тријумфовали са 28:24. Петриотси су освојили и Супербоул 51 2016-е године победивши Атланта фалконсе на НРГ Стадиону и Хјустону (Тексас) резултатом 34-28 (после продужетака). Ово је био уједно и први Супербоул у историји на ком су се играли продужеци, а остаће упамћен и по томе што је Њу Ингланд успео да преокрене резултатски дефицит од 25 поена (28-3 средином треће четвртине).

### Рекорди
| Рекордери у Њу Ингланд Патриотсима | Рекордери у Њу Ингланд Патриотсима | Рекордери у Њу Ингланд Патриотсима | Рекордери у Њу Ингланд Патриотсима | Рекордери у Њу Ингланд Патриотсима |
| Дисциплина                         | Рекордер                           | Рекорд                             | Сезоне у Патриотсима               |                                    |
| ---------------------------------- | ---------------------------------- | ---------------------------------- | ---------------------------------- | ---------------------------------- |
| Додавање                           | Том Брејди                         | 61,582 бачених јарди               | 2000-                              |                                    |
| Трчање                             | Сем Канингем                       | 5,453 претрчаних јарди             | 1973–1982                          |                                    |
| Ухваћене лопте                     | Стенли Морган                      | 10,352 ухваћених лопти             | 1977–1989                          |                                    |
| Поени                              | Стефан Гостковски                  | 1,457 поена                        | 2006–                              |                                    |
| Тренер са највише победа           | Бил Беличик                        | 201 победа                         | 2000–                              |                                    |

## Стадион
Од 2002. године Патриотси играју на новом Џилет Стадиону вредном 350 милиона долара које је финансирао власник клуба Роберт Крафт за своје клубове у НФЛ и МСЛ лиги. Стадион има капацитет 65.878 седећих места, све пратеће објекте који задовољавају потребе екипа, као и комерцијални простор где су тржни центар, кафе барови, ноћни клуб, музеји клубова и велики паркинг. До 2006. године игралиште је било прекривено природном травом која је замењена вештачком меканом да би се смањио ризик од повреда играча.
Пре 2002. године Патриотси су играли на градском стадиону у Фоксбороу на коме су били од 1971. године, годину дана након уједињења АФЛ и НФЛ лиге. Пре 1971. године нису имали свој стадион већ су као домаћини користили 4 стадиона универзитета у најближем окружењу.

## Лого и дресови

### Лого
Први оригинални лого клуба био је троугласти шешир који је коришћен само у сезони 1960. Од 1961. до 1992. године Патриотси су користили лого који је изгледао тако што је амерички војник пешадинац држао лопту једном руком на земљи као да ће додати квотербеку. Војник је постао познат као „Пат Патриот“ а када је замењен тај назив је добила маскота клуба.
Године 1993. представљен је нови лого клуба, глава америчког војника са троугластим шеширом плаве боје који на себи има сребрну звездицу и који прелази у заставу у задњем делу која је црвене боје и прозван је летећи Елвис.
Дана 3. јула 2013. представљен је нови вудмарк лого.

### Дресови

#### 1960-1992.
Патриотси су првобитно носили црвене дресове који су на себи имали бројеве исписане у облику коцке белим словима, и беле дресове са црвеним бројевима које су користили кад су играли у гостима. Уз обе гарнитуре ишле су беле панталоне и бела кацига која је на себи имала прво лого од троугластог шешира 1960. године, а затим и „Пат Патриот“ лого од 1961. године. Црвене кациге са плавим пругама додате су 1964. године а од 1973. бројеви на обе гарнитуре дресова добили су плаву боју. 1979. године уведене су и црвене панталоне које су током осамдесетих неколико пута избациване из употребе и враћане да би на крају 1992. године дефинитивно биле избачене.

#### 1993-до данас
Доласком новог власника Џејмса Ортвејна 1993. године извршене су велике измене у клубу, самим тим и у опреми у којој Патриотси наступају. Дотадашњу црвену боју дреса са којом су играли као домаћини заменила је краљевска плава боја док су бели дресови у којима су играли у гостима остали. Кацига је уместо беле добила сребрну боју на којој је био и нови лого „Летећи Елвис“. Обе гарнитуре дресова добиле су сребрне панталоне које су имале валовите пруге као што има лого клуба али су већ следеће сезоне замењене обичним пругама. Дресови и су и даље имали црвене бројеве са плавим и белим оквиром да би већ наредне плава гарнитура дресова у којој играју као домаћини добила беле бројеве са црвеним оквиром који су остали и до дан данас.
Године 1995. Патриотси су били један од првих тимова који су дотадашње правоугаоне бројеве на дресовима заменили облијим фонтом који је имао падајућу сенку, што ће у НФЛ лиги то постати тренд у наредних 20 година.
Коначно 2000. године Патриотси су поново вратили стари изглед бројева на дресу са истим бојама и без сенке, када су добили и плаве панталоне које су ишле уз белу гарнитуру дресова ради бољег контраста и изгледа на терену. Такође на белим дресовима дотадашњи црвени оквир око бројева замењен је плавом бојом.

## Играчи

### Тренутни састав
- Ажурирано 1. новембар 2017.

Квотербекови
- 12 Том Брејди
- 2 Брајан Хојер

Тркачи
- 35 Мајк Гилисли
- 34 Рекс Буркхед
- 38 Брендон Болден
- 33 Дион Луис
- 28 Џејмс Вајт

Крилни хватачи
- 80 Дени Амендола
- 14 Брендин Кукс
- 11 Џулијан Еделман
- 15 Крис Хоган
- 13 Филип Дорсет
- 89 Малколм Мичел
- 18 Метју Слејтер

Хватачи
- 83 Двејн Ален
- 87 Роб Гронковски
- 47 Џејкоб Хилистер

### Бројеви повучени из употребе
| Бројеви повучени из употребе Њу Ингланд Патриотса |               |                 |
| Број                                              | Играч         | Одигране Сезоне |
| 20                                                | Ђино Капелети | 1960–70         |
| 40                                                | Мајк Хајнес   | 1976–82         |
| 57                                                | Стив Нелсон   | 1974–87         |
| 73                                                | Џон Хан       | 1973–85         |
| 78                                                | Брус Амстронг | 1987–2000       |
| 79                                                | Џим Ли Хант   | 1960–71         |
| 89                                                | Боб Ди        | 1960–67         |

### Декаде тима
1960-е
У новембру 1971. навијачи су гласали за идеалан тим у првих 10 година.